# From Under the Cork Tree
From Under the Cork Tree er det andet album fra Fall Out Boy. titlen er taget fra et citat fra bogen The Story of Ferdinand af Munro Leaf.
Der er blevet udgivet 3 singler fra dette album; "Sugar We're Goin' Down", "Dance, Dance" and "A Little Less Sixteen Candles, a Little More 'Touch Me'".

## Track liste
1. "Our Lawyer Made Us Change the Name of This Song So We Wouldn't Get Sued" – 3:08
2. "Of All the Gin Joints in All the World" – 3:11
3. "Dance, Dance" – 3:00
4. "Sugar, We're Goin' Down" – 3:49
5. "Nobody Puts Baby in the Corner" – 3:20
6. "I've Got a Dark Alley and a Bad Idea That Says You Should Shut Your Mouth (Summer Song)" – 3:11
7. "7 Minutes in Heaven (Atavan Halen)" – 3:02
8. "Sophomore Slump or Comeback of the Year" – 3:23
9. "Champagne for My Real Friends, Real Pain for My Sham Friends" – 3:23
10. "I Slept with Someone in Fall Out Boy and All I Got Was This Stupid Song Written about Me" – 3:30
11. "A Little Less Sixteen Candles, a Little More 'Touch Me'" – 2:49
12. "Get Busy Living or Get Busy Dying (Do Your Part to Save the Scene and Stop Going to Shows)" – 3:27
13. "XO" – 3:40

CD'en er blevet genudgivet med 3 nye sange og 2 nye remix.